# Matayba discolor
Matayba discolor är en kinesträdsväxtart som först beskrevs av Spreng., och fick sitt nu gällande namn av Ludwig Radlkofer. Matayba discolor ingår i släktet Matayba och familjen kinesträdsväxter. Inga underarter finns listade i Catalogue of Life.